# Signature model
En signature model er et musikinstrument med en bestemt udseende og bestemte funktioner, der er dedikeret til en udvalgt musiker. Eksempelvis har ESP masse-produceret en signature model-guitar til guitarister som Kirk Hammet, James Hetfield og Dave Mustaine.